# Iuliu Bodola
Iuliu Bodola, também conhecido como Gyula Bodola (26 de fevereiro de 1912 - 12 de março de 1993), foi um futebolista romeno que atuava como atacante e que competiu nas Copa do Mundo FIFA de 1934 e de 1938.